# Erich Reichlmayer
Erich Reichlmayer ist ein ehemaliger deutscher Fußballspieler, der für den FC Bayern München aktiv war.

## Karriere
Reichlmayer gehörte von 1950 bis 1955 dem Kader des FC Bayern München als Mittelfeldspieler an. In den ersten drei Spielzeiten bestritt er zunächst 18 Freundschaftsspiele und kam ab 1952 viermal im Wettbewerb um den Süddeutschen Pokal zum Einsatz. Sein Debüt in der Oberliga Süd, der seinerzeit höchsten deutschen Spielklasse, gab er am 9. Januar 1954 (19. Spieltag) beim 1:0-Sieg im Heimspiel gegen den VfR Mannheim. In der Saison 1953/54 wurde er zudem in zehn weiteren Freundschaftsspielen eingesetzt. In seiner letzten Saison wurde er 21 Mal in Punktspielen eingesetzt, erstmals am 31. Oktober 1954 (9. Spieltag) bei der 1:2-Niederlage im Heimspiel gegen den BC Augsburg. Vom 10. bis 24. Spieltag spielte er 15 Mal in Folge, wobei er am 11. und 12. Spieltag, beim 2:1-Sieg im Heimspiel gegen Kickers Offenbach und bei der 2:4-Niederlage im Auswärtsspiel gegen die Stuttgarter Kickers, seine einzigen beiden Tore für die Bayern erzielte. Sein letztes Oberligaspiel bestritt er am 1. Mai 1955 (30. Spieltag) bei der 1:3-Niederlage im Auswärtsspiel gegen den VfB Stuttgart. Mit dem ersten und bis heute einmaligen Abstieg in die 2. Oberliga Süd verließ er den Verein.